# Erdgasfeld Wattenberg

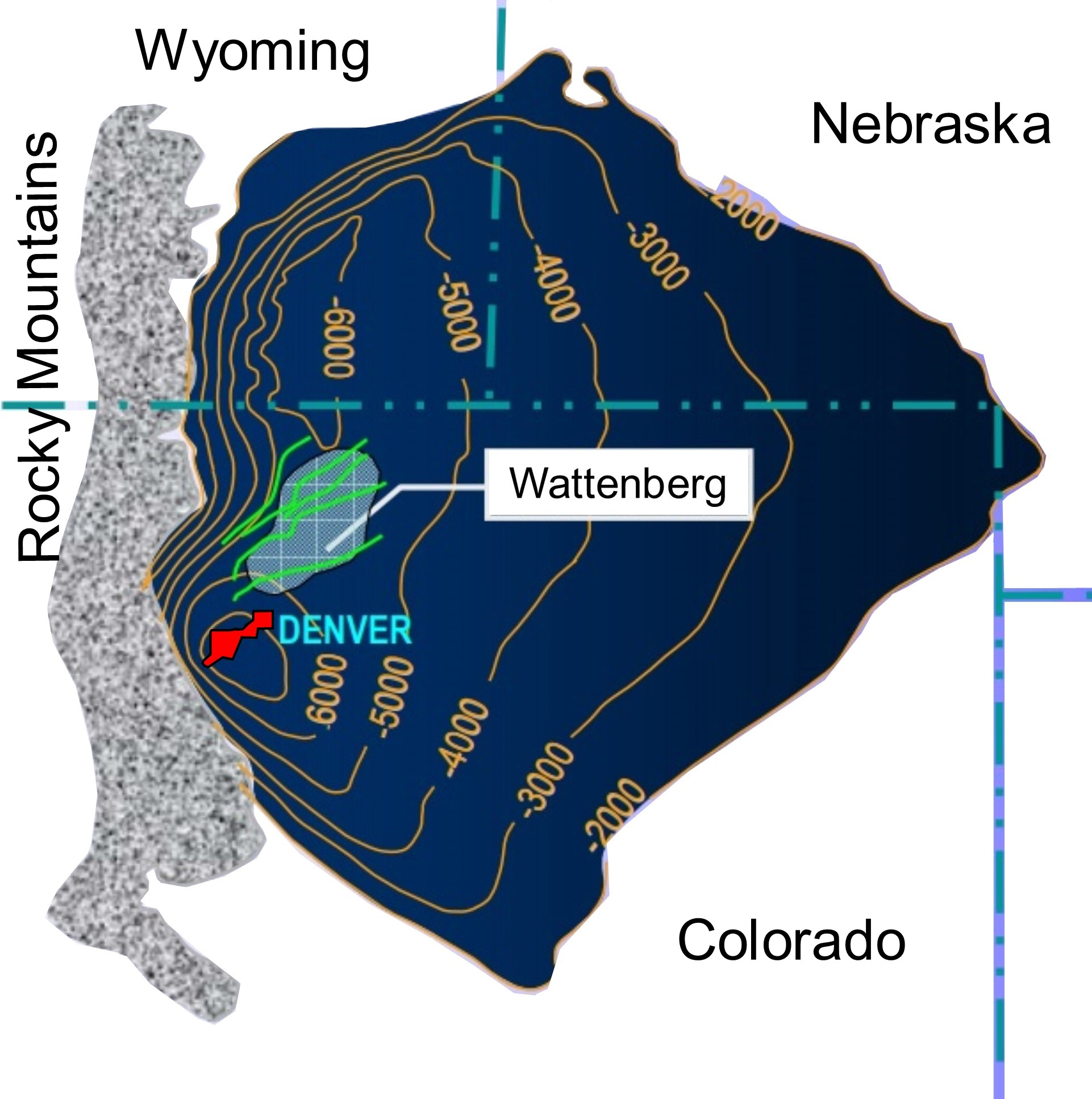
Wattenberg Erdgasfeld, Aufsicht, Tiefe in Fuß

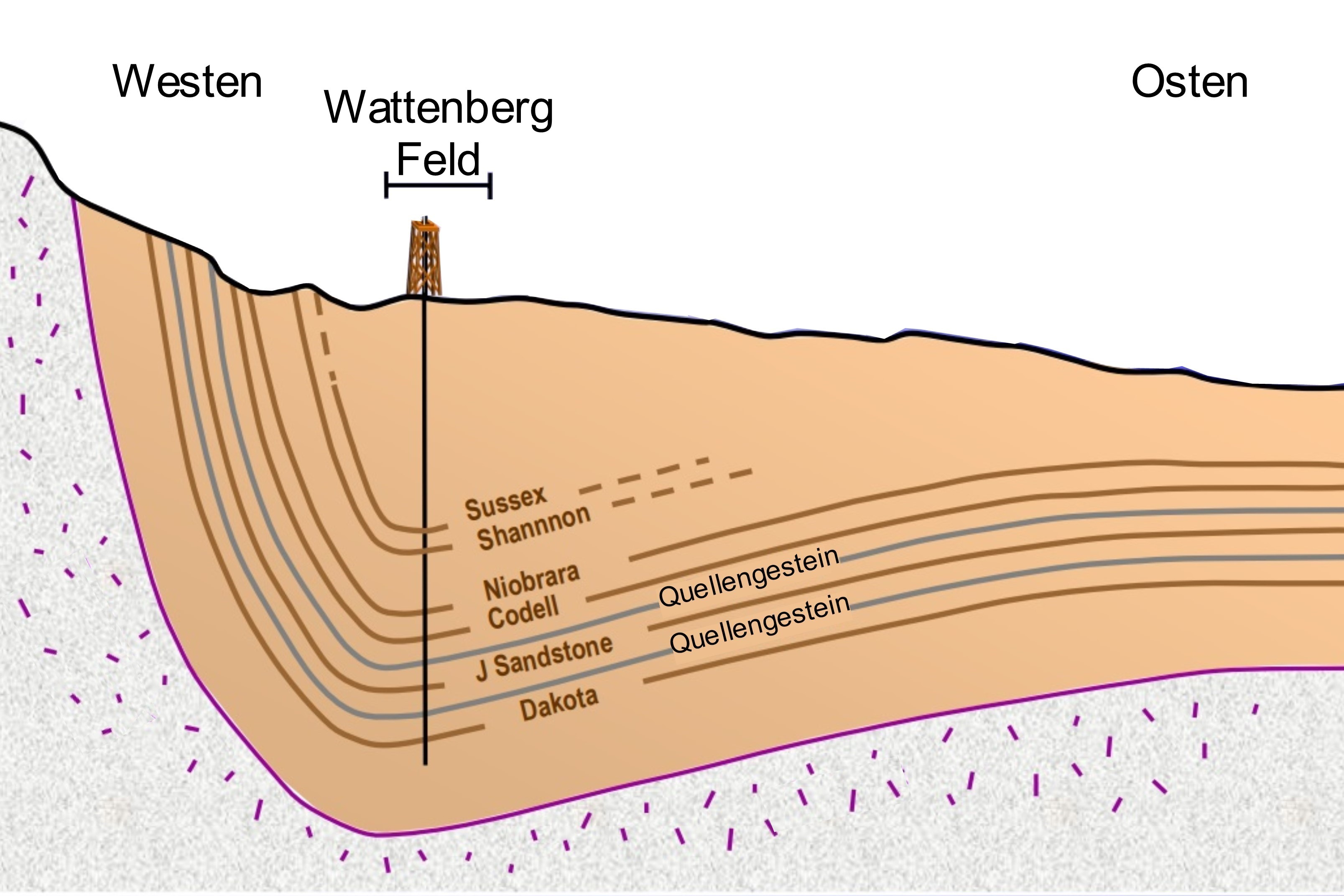
Wattenberg Erdgasfeld, Querschnitt

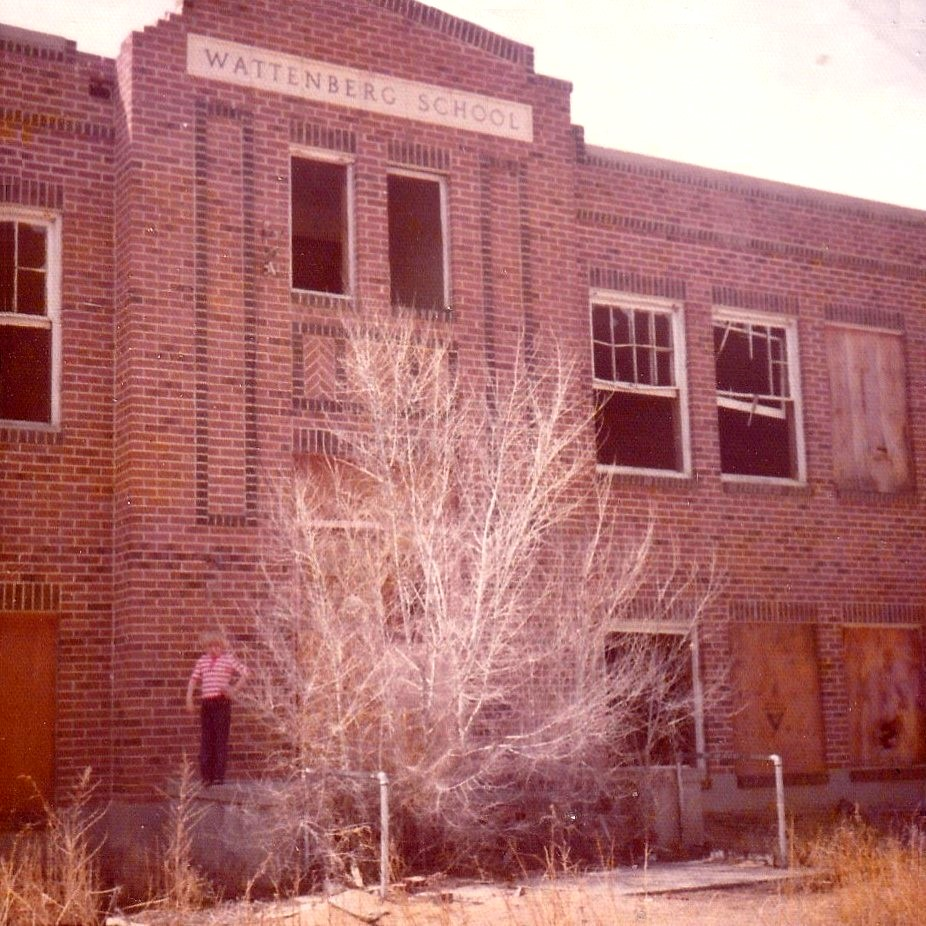
Wattenberg School, 1980

Das Erdgasfeld Wattenberg befindet sich in der Denver-Becken in Colorado, USA. Entdeckt 1970 wurde es bekannt als eins der ersten Felder in den USA, auf denen hydraulisches Fraktionieren routinemäßig betrieben wurde und wird. Das Feld erhielt seinen Namen nach der Ortschaft Wattenberg am Ostrand des Gebietes.

## Geologie
Das Feld erstreckt sich im Denver-Julesburg (DJ) – Becken über mehr als 2000 Quadratmeilen zwischen den Städten Denver und Greeley. Es umfasst mehr als 23.000 Quellen in der Umgebung von über 80 Ortschaften. Der Großteil des Feldes befindet sich in Weld County, es erstreckt sich jedoch bis zu den Counties Adams, Boulder, Broomfield, Denver und Larimer.
Die Reservoir-Gesteine sind Kreidesandsteine, Schiefer und Kalksteine, die unter marinen Bedingungen im “Western Interior Seaway” abgelagert wurden. Das Gas und das Kondensat befinden sich zwischen Kreideformationen im tiefsten Teil des Denver-Beckens, wo die Gesteine genügend Wärme und Druck ausgesetzt waren, um Öl und Gas aus organischem Material im Gestein zu erzeugen. Das Gasfeld befindet sich heute im tiefsten Teil des Beckens.

## Entdeckung und Entwicklung
Die Bohrungen begannen 1970 mit der Exploration des J-Sandsteins in einer Tiefe von 2200 bis 2500 m. 1972 kamen die erfolgreichen Bohrungen Sussex und Shannon dazu, 1981 die von Codell. Die Förderung durchlief dabei mehrere Zyklen von Wachstum und Rückgang.
1971 wurde geschätzt, dass das Feld etwa 1,1 Billionen Kubikfuß Gas enthält. Im Jahr 2006 war das Wattenberg-Feld das siebtgrößte in den USA und das größte in Colorado. Bis 2008 hatte das Feld jedoch 2,8 Billionen Kubikfuß produziert. Im März 2018 produzierte das Feld 1,92 Milliarden Kubikfuß pro Tag und 331.000 Barrel Öl pro Tag.
Mit neuen Entdeckungen und mit innovativen Techniken konnte die Zukunft des Feldes gesichert werden. Die Dichte der Bohrungen hat sich dabei von einer pro 320 Acres auf fünf pro 32 Acres erhöht. Zusätzlich haben Fortschritte in der Bohrtechnik dazu geführt, dass mittels Richtbohren auch unterhalb von Flächen gebohrt werden kann, die sonst wegen Bebauung hätten nicht genutzt werden könnten.

## Sonstiges
Die namengebende Ortschaft Wattenberg liegt am Westrand des Gasfeldes. Die dort 1980 noch vorhandene Schule wurde nicht mehr genutzt und später abgerissen.